# Castle (televíziós sorozat)
A Castle egy 2009 és 2016 között vetített amerikai dráma-komédia sorozat, amelyet Andrew W. Marlowe alkotott. A sorozatot az Amerikai Egyesült Államokban 2009. március 9.-én az ABC, míg Magyarországon 2010. július 20-án az RTL Klub mutatta be. Ezeken kívül 2020-ban a Viasat 3-on is vetítették. 2022-től a Prime adja (miután a TV2 szerződést kötött a Walt Disney Company-vel). Az adó a hazai sugárzást 2011-ben, a második évad közben felfüggesztette, majd a nyári szezonban a lefutó valóság és tehetség kutató show-k után folytatta.

## Történet
A sorozat címszereplője Richard Castle híres regényíró, aki miután utolsó könyvében megölte sorozatának főhősét, írói válságba kerül. Castle-t a New York-i rendőrség megkeresi egy gyilkossági ügy kapcsán, melyben a gyilkos a regényben leírtak alapján gyilkol meg embereket. A nyomozásban Kate Beckett nyomozót segíti, aki felkelti Castle érdeklődését, mint lehetséges szereplője az új könyvsorozatának, ezért a kapcsolatai révén eléri, hogy továbbra is a nyomozó mellett maradhasson. Úgy dönt, hogy az új sorozatának főszereplőjét "Nikki Heat"-et Beckettről mintázza.
Beckett rajong Castle könyveiért, kezdetben tiltakozik az ellen, hogy az író árnyékként kövesse őt a nyomozásai során, de később elismeri, hogy Castle hasznos segítség az ügyek megoldásában. Castle évekig nyomoz Beckett mellett, miközben a családja is életveszélybe kerül. Castlenek van egy lánya, Alexis Castle, és a lány apa felőli nagymamája, Martha  Rogers, hárman élnek egy lakásban. Az elején csak Castle és a lánya éltek az említett lakásban de aztán, a nyagymama is hozzájuk költözött. Beckett ügyeit nem csak Castle segíti hanem két másik gyilkossági nyomozó is Kevin Ryen és Javier Esposito. Beckett azért áll gyilkossági nyomozónak mert pár évvel mind ezek előtt az anyját tragikusan meggyilkolják. Beckett ezután annyira elszánja magát, hogy a rendőrséghez áll hogy kivizsgálhassa anyja ügyét. De van még két személy akik a csapat barátai a rendőr főkapitány Roy Mondgimerry és a boncoló dr. Lanie Parish. A főkapitányt az évadok alatt leváltják a sorozatban.

## Szereplők

### Főszereplők
| Szereplő                | Színész               | Magyar hang                                 | Leírás |
| ----------------------- | --------------------- | ------------------------------------------- | --- |
| Richard Castle          | Nathan Fillion        | Czvetkó Sándor                              | (születési név: Richard Alexander Rodgers) regényíró, aki a sorozat kezdetén mutatja be 26. bestsellerét, és egyben a nagy sikerű Storm-sorozat zárókönyvét, imád a középpontban lenni, és többek között ezért is a bulvárlapok állandó szereplője. A rajongói (főleg a női rajongói) imádják, "majdnem annyira, mint ő magát", de erre rá is szolgál, mivel a hatalmas egója ellenére egy végtelenül kedves és jószívű személy, aki a tűzbe tenné a kezét a barátaiért és a családjáért, de főleg Beckett nyomozóért, aki az első pillantásra megtetszik neki – nem véletlen, hogy róla mintázza új főhősét, Nikki Heatet, akiről eddig 7 bestsellert (Heat Wave, Naked Heat, Heat Rises, Frozen Heat, Deadly Heat, Raging Heat, Driving Heat) írt. Briliáns elme, aki ezt a sikerkönyveivel és a rendőrségnél végzett "munkájával" ékesen bizonyítja is. A befolyásolhatósága viszont sebezhetővé teszi; különösen a gyönyörű nők képesek neki hazudni (köztük természetesen Beckett nyomozó is), és ez a nyomozásban gyanúsított személyek vagy a segítők miatt többször is problémát okozott.                                              |
| Kate Beckett            | Stana Katić           | Kisfalvi Krisztina                          | nyomozó, a legfiatalabb női rendőrnyomozó (ebben a titulusban épp későbbi főnökét, Victoria Gates kapitányt "előzte meg"), a "kemény, de briliáns női nyomozó", aki minden ügyében az igazságot akarja kideríteni, és ebben eltér a legtöbb kollégájától, akiknek elég annyi bizonyíték is, hogy vádat lehessen emelni. Eredetileg az édesanyjához hasonlóan jogi pályára szeretett volna lépni, de anyja, Johanna rejtélyes halála után rendőrré vált, és az egész életét feltette arra, hogy kiderítse, mi történt az anyjával - de ez a teher kis híján felemésztette. Élete válságos időszakában vált nagy Castle-rajongóvá, de ezt az íróval való megismerkedése után igyekszik titkolni, még ha nem is igazán sikerül neki. Kapcsolata Castle-lel egyébként is bonyolult: eleinte egyszerre találta kibírhatatlannak és vonzónak az írót, majd szépen lassan kialakult a kölcsönös szerelem, de ezt nem merte neki bevallani, mert Castle túl értékes volt már akkor a rendőrségnek ahhoz, hogy egy esetleges szakítás után otthagyja őket. Végül a negyedik évad záróepizódjában a két főszereplő összejön.                             |
| Javier Esposito         | Jon Huertas           | Megyeri János                               | Beckett csapatának tagja, korábban a Különleges Erőknél és az 54-es körzetben is megfordult, így nagy gyakorlati tapasztalattal rendelkezik. Mindig van egy Beckettnek tartogatott cinikus megjegyzése, és élvezettel figyeli, ahogy Castle bosszantja főnökét, de ugyanakkor a végsőkig is hajlandó kitartani mellette, és ő az, aki tud segíteni Beckettnek feldolgozni a nő ellen elkövetett merényletet, ezután adja neki Beckett az "Espo" becenevet. Egy évig együtt járt Lanie Parish-sel, a sorozatbeli kiváló törvényszéki szakértővel, de a 4. évadban szakítanak. Társa Ryan nyomozó, akivel szinte folyamatosan vitázik, de ennek ellenére (vagy éppen ezért) a legjobb barátokká válnak. Egészen a 4. évad záróepizódjáig, amikor Ryan kénytelen elárulni őt és Kate-et a kapitánynak, mivel csak így menthették meg a nőt. |
| Kevin Ryan              | Seamus Dever          | Damu Roland (1. hang) Papp Dániel (2. hang) | az ír származású nyomozó Beckett csapatának tagja, Esposito társa és legjobb barátja. Karrierjét a kábítószereseknél kezdte, de később átjött a gyilkosságiakhoz. Jóképű, kedves, gyors, éles elméjű és nagy tárgyi tudással bír. Az első évadban ismeri meg Jennyt,aki a barátnője, majd a 4. évadban a felesége lesz. Espo és ő állandóan kötekednek Beckettel, de ha szüksége volt rá, mindenben segítették őt, bár Espoval ellentétben Ryan inkább Castle-lel kötött szorosabb barátságot, amiben valószínűleg szerepet játszott a 3. évad 6. részében, közösen átélt trauma is. |
| Dr. Lanie Parish        | Tamala Jones          | Zakariás Éva                                | orvosszakértő, az egyik legjobb a szakmájában; képes olyan dolgokat is észrevenni, amiket rajta kívül csak nagyon kevesen, ezért a legtöbbször vele vizsgáltatják meg az áldozatokat. Bár sokkal több időt tölt a holtakkal, mint az élőkkel, nagyon szókimondó és nyitott személyiség, emellett jószívű és barátságos is. Valószínűleg ő Beckett legjobb barátja, mivel Kate vele olyasmiket is megoszt, amiket senki másnak nem mond el; de az biztosan elmondható, hogy ő ismeri a legjobban a nyomozónőt, mivel már jóval korábban rájött Beckett Castle iránt érzett szerelmére, minthogy az tudatosult volna Beckettben. Ugyanakkor ő szolgáltatja Beckettnek az intő példát is, mivel Lanie kapcsolata Espositoval egy év után nagyon csúnya véget ért. |
| Roy Montgomery kapitány | Ruben Santiago-Hudson | Várkonyi András                             | kapitány Beckett főnöke az első három évadban. Pályafutását Raglan nyomozó mellett kezdte, és így akaratlanul is részese lett azoknak az eseményeknek, amik végül Johanna Beckett halálához vezettek; talán az ebből fakadó bűntudat miatt elnézőbb volt Beckett nyomozó felé, mint az megengedett volt, és élete hátralevő részében megpróbálta a nyomozónőt megvédeni azoktól, akik az anyja halála mögött állnak. A bűntudat egyébként is rányomja a bélyegét az egész pályafutására, hiszen ez motiválta, emiatt mindig egyre jobb és jobb zsaru akart lenni. Gyakorlatilag neki kell ráerőszakolnia Beckettre Castle-t, és jól szórakozik azon, hogy mennyire idegesíti az író a nyomozónőt. Persze egyéb oka is van annak, hogy megengedte Castle csatlakozását: egyrészről gyorsan rájött, hogy mennyire jó párost alkot Beckettel, másrészről Castle befolyásolni tudta Beckettet, ami Montgomery halála után elősegítette a kapitány tervének végrehajtását. A harmadik évad utolsó részében kiderül a bűnrészessége, és egy Lockwood nevű bérgyilkossal vívott harca során hősi halált halt. Az utódja Victoria Gates kapitány lett. |
| Alexis Castle           | Molly Quinn           | Nemes Takách Kata                           | Richardnak és első feleségének, Meredith-nek a lánya. Szüleitől eltérően nagyon kötelességtudó, de édesanyjától örökölte a szépségét, apjától pedig kivételes értelmi képességeit; szinte mindenben tehetséges és szorgalmas diák, aki nagyon magas mércét állított fel magának, de emellett jut ideje a magánéletére is. Apját már nem tudja meglepni koraérettségével, sőt néha már az is kérdéses, kettejük közül ki a gyermek és ki a felnőtt. Apja egyben a legjobb barátja is, és kölcsönösen ragaszkodnak egymáshoz, bár Alexis néha-néha olyan döntéseket hoz, amik nem tetszenek Richardnak, de nincs olyan probléma, amit ne tudnának megbeszélni egymással. Mivel már megszokta, hogy apjának sok nővel van dolga, nem tiltakozik Kate Beckett felé érzett szerelme ellen sem, de az egyre jobban aggasztja, hogy a nyomozónő mellett apja nagyon sokszor kerül életveszélybe. |
| Martha Rodgers          | Susan Sullivan        | Halász Aranka                               | egykori Broadway-színésznő, Castle anyja. Egyszer már volt férjnél, de a férje nagyon csúnyán átverte; továbbá nem tudja, hogy ki Castle apja. Ismert és jó színésznőnek számít szakmájában, de messze nem annyira jó, mint ahogy azt ő maga gondolja, és Castle valószínűleg tőle örökölte a feltűnési vágyát, mivel ő is imád a reflektorfénybe kerülni. Ennek ellenére egy időben életvezetési tanácsadást folytat, és megnyitja a saját színésziskoláját is (amivel elhunyt szerelmének állít emléket). Nagyon szereti a családját, és igyekszik a fiát a helyes út felé terelni – pontosabban arra az útra, amit helyesnek tart. |
| Victoria Gates kapitány | Penny Johnson Jerald  | Makay Andrea                                | Korábban a belsősöknél dolgozott, miután Roy Montgomery kapitány elhunyt, ő lépett a helyébe. Nem nagyon bízik a kapitányságon lévő emberekben, főleg Castle-ben nem és nem is szereti ha ott van. De elismeri, hogy Beckett jobban teljesít a segítségével. Sokáig nem tudja, hogy Castle és Beckett együtt vannak. Érdekesség, hogy beosztottjai, nő létére, Uramnak szólítják (a pozíciója miatt). |

### Vendég- és mellékszereplők
| Színész(nő)       | Szerep               | Megjegyzés                                         | Magyar hang     |
| ----------------- | -------------------- | -------------------------------------------------- | --------------- |
| Adam Baldwin      | Ethan Slaughter      | Nyomozó                                            |                 |
| Ann Cusack        | Rita                 | Rick mostohaanyja                                  |                 |
| Arye Gross        | Sidney Perlmutter    | Orvosszakértő                                      | Varga T. József |
| Annie Wersching   | Dr. Kelly Nieman     | Plasztikai sebész                                  |                 |
| Dana Delany       | Jordan Shaw          | FBI-ügynök                                         | Kovács Nóra     |
| Darby Stanchfield | Meredith             | Színésznő, Rick (1.) exfelesége, Alexis édesanyja  | Dudás Eszter    |
| Gerald McRaney    | Mason Wood           | "A Legnagyobb Detektívek Társaság"ának tagja       | Szélyes Imre    |
| Ioan Gruffudd     | Eric Vaughn          | Üzletember                                         |                 |
| Jack Coleman      | William H. Bracken   | Szenátor                                           | Mihályi Győző   |
| James Brolin      | Jackson Hunt         | CIA-ügynök, Rick édesapja                          | Szersén Gyula   |
| Jennifer Beals    | Sophia Turner        | CIA-ügynök                                         |                 |
| Jonathan Adams    | Vulcan Simmons       | Kábítószer-kereskedő                               |                 |
| Juliana Dever     | Jenny Duffy-O'Malley | Kevin felesége, Sara Grace édesanyja               |                 |
| Kristoffer Polaha | Caleb Brown          | Ügyvéd                                             |                 |
| Lisa Edelstein    | Rachel McCord        | Szövetségi ügynök, Kate társa                      | Bertalan Ágnes  |
| Madelyn Witkin    | Sara Grace Ryan      | Kevin és Jenny lánya                               |                 |
| Maya Stoyan       | Tory Ellis           | Informatikus a rendőrségen                         | Sallai Nóra     |
| Michael Mosley    | Jerry Tyson / 3XK    | Sorozatgyilkos                                     |                 |
| Michael Trucco    | Tom Demming          | Nyomozó                                            |                 |
| Monet Mazur       | Gina Griffin         | Rick (2.) exfelesége                               |                 |
| Scott Paulin      | Jim Beckett          | Kate édesapja                                      |                 |
| Sunkrish Bala     | Vikram Singh         | Szövetségi ügynök                                  |                 |
| Toks Olagundoye   | Hayley Shipton       | Korábban MI6-ügynök, Rick társa a nyomozó irodában | Nádasi Veronika |
| Valerie Azlynn    | Ann Hastings         | Rendőr                                             |                 |
| Chadwick Boseman  | Chuck Russel         |                                                    |                 |

## Nézettség
2010-ben Magyarország negyedik legnézettebb sorozata volt, a teljes lakosság körében. A 14-49 évesen között pedig a 8. legnézettebb.